# Galeruca interrupta
Galeruca interrupta es una especie de insecto coleóptero de la familia Chrysomelidae.
Fue descrita científicamente en 1802 por Illiger.